# Dag-Inge Ulstein

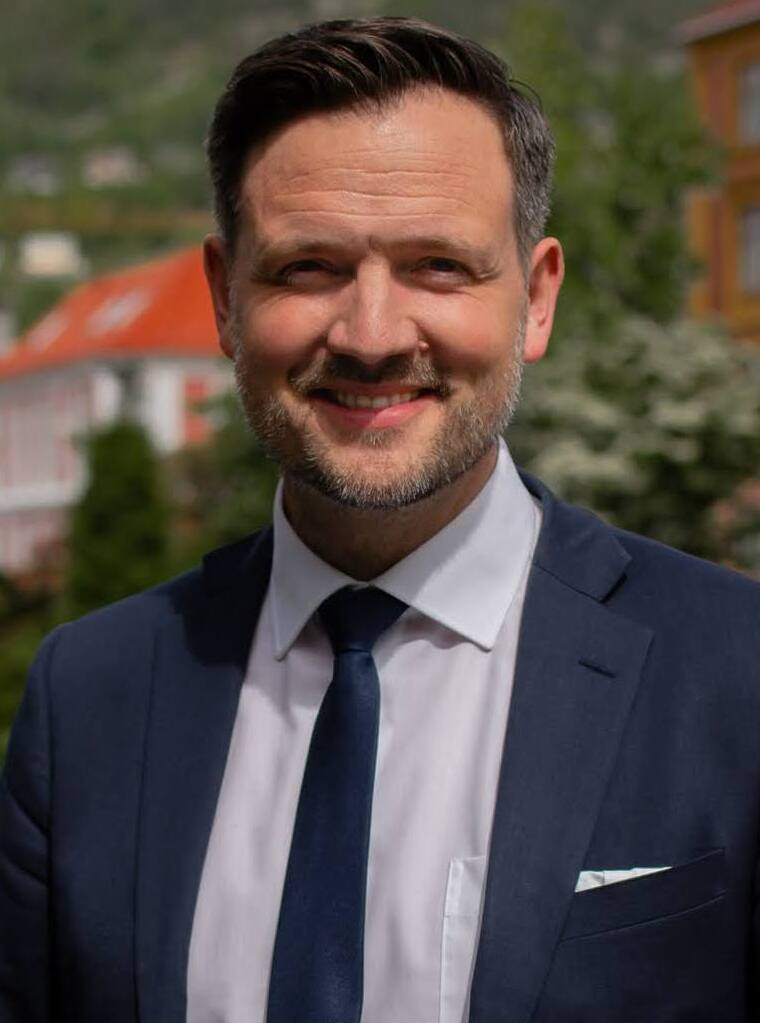
Dag-Inge Ulstein, 2021

Dag-Inge Ulstein (* 4. Dezember 1980 in Sula) ist ein norwegischer Politiker der christdemokratischen Kristelig Folkeparti (KrF), deren Vorsitz er seit August 2024 innehat. Seit 2021 ist er Abgeordneter im Storting. Von Januar 2019 bis Oktober 2021 war er der Entwicklungsminister seines Landes und von November 2021 bis August 2024 fungierte er als stellvertretender KrF-Vorsitzender.

## Leben
Ulstein studierte von 2001 bis 2004 Theologie und beendete das Studium mit einem Bachelorabschluss. 2009 folgte ein Bachelorabschluss in Arbeits- und Organisationspsychologie. Anschließend arbeitete er in verschiedenen Positionen in Seelsorgeorganisationen. Von 2011 bis 2019 war er Stadtrat in Bergen. Ulstein war neben seiner politischen Tätigkeit auch als Sänger tätig.

### Byråd in Bergen
Am 26. Juni 2013 wurde Ulstein in die Stadtregierung von Bergen, den Byråd, gewählt, wo er zunächst für den Bereich Soziales, Wohnungen und Stadtentwicklung zuständig war. Im Juni 2014 endete seine Zeit im Byråd, nachdem die Kristelig Folkeparti die Zusammenarbeit mit den Regierungspartnern Høyre und Fremskrittspartiet kündigte. Bei den Kommunalwahlen im Jahr 2015 war er der Spitzenkandidat seiner Parteiliste in Bergen. Im Oktober 2015 wurde er wieder Teil des Byråds, nun im Ressort für Finanzen, Innovation und Eigentum. Von diesem Posten trat er im November 2018 zurück.

### Entwicklungsminister
Nach dem Beitritt der Kristelig Folkeparti zur bestehenden konservativen Koalition wurde er am 22. Januar 2019 zum Entwicklungsminister in der Regierung Solberg ernannt. Vor der parteiinternen Abstimmung darüber, ob die KrF der Regierung Solberg beitreten solle oder nicht, hatte er sich gegen die Zusammenarbeit ausgesprochen und die Unterstützung einer linken Regierung favorisiert. Er schloss zu diesem Zeitpunkt außerdem noch aus, mit der an der Regierung Solberg beteiligten Fremskrittspartiet zu kooperieren.

### Stortingsabgeordneter
Bei der Parlamentswahl 2021 zog Ulstein erstmals in das norwegische Nationalparlament Storting ein. Er vertritt dort den Wahlkreis Hordaland und wurde Mitglied im Außen- und Verteidigungsausschuss. Ulstein wurde zudem stellvertretender Fraktionsvorsitzender der KrF. Seine Amtszeit als Entwicklungsminister endete am 14. Oktober 2021 mit dem Abtritt der Regierung Solberg. Am 13. November 2021 wurde er mit 149 von 160 Stimmen zum ersten stellvertretenden Vorsitzenden seiner Partei gewählt. Im Juni 2024 kündigte er an, bei der Parlamentswahl 2025 nicht erneut zu kandidieren und auch nicht mehr zur Wahl des stellvertretenden Parteivorsitzenden anzutreten.
Nachdem seine Parteikollegin Olaug Bollestad am 22. August 2024 ihren Rücktritt als Parteivorsitzende erklärte, übernahm Dag-Inge Ulstein in seiner Funktion als erster stellvertretender Vorsitzender den Parteivorsitz kommissarisch. Zudem wurde er der neue Fraktionsvorsitzende der KrF im Storting. Im Januar 2025 wurde er schließlich von einem Parteitag in der Position als Parteivorsitzender bestätigt.